# تميم (اسم)
تميم هو اسم علم مذكر من أصل عربي، ومعناه كامل الخلق والصورة، الشديد.

## في اللغة
هو صيغة مبالغة تدل على الزيادة في هذه المسميات. والتميم كذلك: خرزة أو ما يشبهها كان الأعراب يعلقونها على أولادهم وقاية من العين، ودفعاً للأرواح الشريرة، ولإبعاد الحسد. والميل إلى تسميتها على المعاني الأولى. وبنو تميم من أكبر قبائل العرب.

## شخصيات
- تميم الأنصاري [الإنجليزية]، صحابي
- تميم البرغوثي، شاعر وكاتب عمود وعالم سياسي فلسطيني
- تميم الداري (توفي 661)، أحد أصحاب النبي محمد ﷺ
- تميم بن حمد آل ثاني (مواليد 1980)، أمير قطر
- تميم بن المعز (توفي 1108)، حاكم الزيريين بإفريقية.
- تميم أنصاري (مواليد 1948)، مؤلف ومتحدث عام أفغاني أمريكي
- تميم بشير [الإنجليزية] (توفي 2004)، لاعب كريكت بنغلاديشي
- تميم شودوري [الإنجليزية] (1986–2016)، إسلامي بنغلاديشي-كندي

- تميم إقبال (مواليد 1989)، لاعب كريكت بنغلاديشي

## اسم العائلة
- ضاحي خلفان تميم (مواليد 1951)، رئيس الأمن العام لإمارة دبي ومفوض الشرطة سابقاً
- دوناش بن تميم [الإنجليزية]، عالم يهودي من شمال إفريقيا في القرن العاشر
- محمد سراج تميم [الإنجليزية] (مواليد 1985)، عداء لبناني
- محمد تميم، مهندس معماري واقتصادي وكاتب فرنكوفوني مغربي
- سوزان تميم (1977–2008)، مغنية لبنانية قُتلت في دبي
- محمد تميم نوريستاني [الإنجليزية]، رجل أعمال وسياسي أفغاني

## أنظر أيضا
- التميمي (لقب)
- بنو تميم (قبيلة)